# Effy Beth
Elizabeth Mía Chorubczyk (Israel, 4 de abril de 1988 - Buenos Aires, 26 de março de 2014), conhecida como Effy Beth, foi uma artista conceitual, ativista, feminista queer e performer argentino-israelita.

## Performances
Através de seus diversos trabalhos ela procurava representar as experiências de marginalização, discriminação trabalhista e hipersexualização da comunidade trans, bem como também contribuir à visibilidade das mulheres trans.
Ela realizou diferentes intervenções no espaço público; por exemplo, para o Dia Mundial da Luta contra o Aids se juntou a pessoas na praça de Maio que, vestidas com uma camiseta que as identificava como portadoras, lhe ofereciam mate aos passageiros que duvidavam sobre a possibilidade de contágio, conseguindo assim uma clara visualização da problemática.
A partir da sua performance "Soy tu creación", em março de 2011, a artista realizou uma compilação, "Mira Colectiva" com a série de desenhos ali produzidos pelo público, retratando-a.[carece de fontes?] Esta performance foi reeditada numerosas vezes, com a introdução de variantes. Por exemplo, nesse mesmo ano, na galeria Arcimboldo, realizou a performance chamado "Soy tu recreación: Dos Mujeres completas según Freud".
Também no âmbito de sua casa realizou diversas performances. Uma delas se chamou "Projecto Visível", onde fotografou à cada assistente no banho, depois de uma mudança de roupa e peruca.

## Biografia
Effy Beth nasceu em 4 de abril de 1988 em Israel. Já desde pequena demonstrou interesse em fotografia. Durante sua passagem pelo ensino médio, escreveu roteiros e dirigiu um curto relacionado a ditadura militar, o que lhe valeu prêmios e menções.
Ingressou no Centro de Investigação e Experimentação em Video e Cinema (CIEVYC). Também foi aluna do Instituto Universitário Nacional da Arte (actualmente UMA) na carreira de Artes Visuais, onde cursou Crítica de Arte.
Effy se suicidou em 26 de março de 2014, à idade de 25 anos.

## Obra
- Transita rápido. Dando sentido al absurdo cotidiano cómic (2010)
- Que el mundo tiemble. Cuerpo y performance en la obra de Effy Beth (2016)[7]